# Actinoscyphiidae
Actinoscyphiidae is een familie uit de orde van de zeeanemonen (Actiniaria). De familie is voor het eerst wetenschappelijk beschreven door Stephenson in 1920. De familie omvat 2 geslachten en 4 soorten.

## Geslachten
- Actinoscyphia Stephenson, 1920
- Epiparactis Carlgren, 1921